# Frances Bavier
Frances Bavier (ur. 14 grudnia 1902 zm. 6 grudnia 1989) — amerykańska aktorka filmowa i telewizyjna.

## Filmografia
seriale
- 1950: The Jack Benny Program
- 1955: Alfred Hitchcock przedstawia jako pani Fergusen
- 1957: Wagon Train jako siostra Joseph
- 1960: The Andy Griffith Show jako ciotka Bee Taylor

film
- 1951: Dzień, w którym zatrzymała się Ziemia jako pani Barley
- 1952: Zakole rzeki jako pani Prentiss
- 1956: The Bad Seed jako kobieta na przyjęciu w restauracji

## Nagrody
Za rolę ciotki Bee Taylor w serialu The Andy Griffith Show została uhonorowana nagrodą Emmy.